# ایل سلسله
ایل سلسله یکی از ایلات لرستان و از شعب لک است.هنری فیلد در مجموع ایلات لر پیشکوه (لرستان) را به چند گروه سلسله و دلفان، طرحان، بالاگریوه، بیرانوند و باجولوند تقسیم کرده است.و هنری راولینسون طوایف لر کوچک را به دو دسته پیشکوه و پشتکوه تقسیم کرده و ایلات پیشکوه را، بالاگریوه، عمله (طرحان) سلسله، دلفان و سه ایل وابسته بیرانوند و باجولوند، هلیلان نام می‌برد.اصل و نژاد ایل سلسله را از اعراب بنی صالح میدانند که در کرمانشاه ساکن بودند و شاه عباس صفوی آنهارا به لرستان کوچانده است. برخی منابع ایل سلسله را نوادگان اعراب بنی صالح و ایل دلفان را نوادگان ابودلف سردار عرب میدانند که در زاگرس ساکن شده اند. بر طبق منبع مردم شناسی ایران ایل سلسله که شامل ایلات حسنوند ، کولیوند، یوسفوند و. است از نژاد مردم عرب میباشند.اصولا مهاجرت لک ها به لرستان از زمان شاه عباس صفوی برای ضعیف کردن اتابکان لر کوچک شروع شد و ایلات سلسله و دلفان که نژاد عربی دارند به لرستان کوچانده شدند.

## نام‌شناسی
نام سلسله از نیای این ایل یعنی سلسله گرفته شده است.دربارهٔ وجه تسمیه طوایف لک نوشته، شامل برخی طوایف لر مانند بیرانوندها و حسنوندها (سلسله)، دلفان‌ها بودند و چون صد هزار نفر بودند، لک خوانده شدند لک در زبان سانسکریت و پهلوی به معنی صد هزار است.

## جمعیت
هنری فیلد در زمان خود جمعیت ایل سلسله را ۳۵ هزار تفر تخمین زده است.

## تبارشناسی
دانشنامه ایرانیکا و دانشنامه جهان اسلام سلسله‌ها را ایلی لر معرفی می‌کنند. علی اکبر دهخدا حسنوندها را یکی از ایلات لر پیشکوه معرفی می‌کند. برخی دیگر نسب سلسله‌ها را به اسیران عربی می‌رسانند که سال‌ها در میان قبایل عرب زندگی کرده‌اند و سپس به لرستان بازگشته‌اند و در الشتر، مجاور نهاوند سکنی گزیده‌اند. به روایت دیگر آنان فرزندان اردشیر بابکان هستند که تا زمان نادرشاه افشار در منطقه ایلام زندگی می‌کردند اما نادر به پاس جنگ آن‌ها علیه عثمانی منطقه شمال لرستان را به آنان بخشید. بنابر اسناد تاریخی هیچ‌یک از این نظرات نمی‌تواند درست باشد.

## تقسیمات ایلی
ایل حسنوند به شعبات زیر تقسیم می شود :
۱. طایفه خدائی(خوانین) این طایفه ساکن شهرستان الشتر و شمال استان لرستان است  سرهنگی،احمدی، منظمی، ملکی، رحمتی، صادقی، اتابک، سیاهپوش، نوراللهی، کرم اللهی ،فرج‌اللهی، نصراللهی، خیراللهی، فتح‌اللهی، ذکراللهی عزیزاللهی ..
۲. طایفه کاکولوند این طایفه دارای ۲۵ تیره به نام‌های: مرادجان، میرزاجان، ابراهیم‌جان، بهرام جان، حیدر، محمدجان، ایمان‌جان، سهراب یک، نوره، کلب حسین، روئین، پولاد، دیتنه‌وند، پولاد، میراحمد، زیودار (زیار)، اوررضا، روسی، سالار، قل نره‌شی، بوه (بابا)، قلایی
۳. طایفه دولتشاه طایفهٔ دولتشه یا دولتشاهی دارای تیره‌های مشهدقلی، پشم، رحمان شه، علی، کچل، علی یار، نادعلی، ولی، نجف علی، نجف قلی می‌باشد
۴. طایفه میفر (محمدفر) این طایفه از تیره‌های خنگ گزار، عوض علی، حیدرعلی، سالی، ندر، شه‌ندر، سیف‌الدین تشکیل شده‌است.
۵. طایفهٔ بسطام نیز از چهار تیره تشکیل گردیده که هریک دارای تش هایی به‌شرح زیر می‌باشد:
- تیرهٔ چراغ بگ شامل تش های:اولاد رضا، غلامحسین، شاهمراد، کاکا، امرایی، زرینی، فراخان، عین می‌باشد.[۱۹]
- تیرهٔ ایناق شامل  تش های:اولاد علی، حسین، علی قدم، ایناق است.[۱۹]
- تیرهٔ خسربگ شامل تش های: اولاد میرزابگ و یعقوب بگ است.[۱۹]
- تیرهٔ یوسف بگ شامل تش های: اولاد بختگان بگ، عوض علی و درگاه است.[۱۹]

۶. طایفه اسکندر شامل تیره‌های زهابی، حاجی، اسماعیلوند، میمی، تویخن، باباحسین، نظربگ، سالار
۷. طایفهٔ خمسه تیره‌های طایفهٔ خمسه (اولاد اسکندر) عبارتند از:
- تیرهٔ میمی دارای اولاد: حسین، احمد، صیدنظر.
- تیرهٔ توخن دارای اولاد: مشل، گردل، نوم‌خدا، چوچل
- تیرهٔ زهاوی (زهابی) دارای اولاد: حمدبک و وشنی
- تیرهٔ گرزین شامل اولاد: گرزین، گنجی
- تیرهٔ باباحسین.[۲۱]

یوسفوند:
کُلیوند:

## سکونتگاه
سکونتگاه اصلی سلسله‌ها استان لرستان و شهرستان سلسله است. برخی از طوایف سلسله در شمال خرم‌آباد جنوب نهاوند نیز ساکن اند. در استان ایلام نیز سلسله‌ها در شهرستان‌های آبدانان و دره شهر ساکن اند.